# Jaskinia Ostra-Rolling Stones
Jaskinia Ostra-Rolling Stones – najgłębsza i jedna z najdłuższych jaskiń w Beskidzie Śląskim. Wejście do niej znajduje się na południowym zboczu góry Ostre, niedaleko wsi Twardorzeczka, w pobliżu Schroniska Niewypał i Jaskini Expresowej, na wysokości 894 m n.p.m. System jaskiniowy powstał z połączenia Jaskini Ostrej i Jaskini Rolling Stones. Posiada dwa czynne otwory wejściowe (dawne wejścia do Jaskini Rolling Stones i Jaskini Ostrej). Swojego czasu wejście do dawnej Jaskini Ostrej było zapieczętowane, jednak obecnie (wiosna 2023) przejście jest możliwe. Długość jaskini wynosi 885 metrów, a jej deniwelacja 60 metrów. 

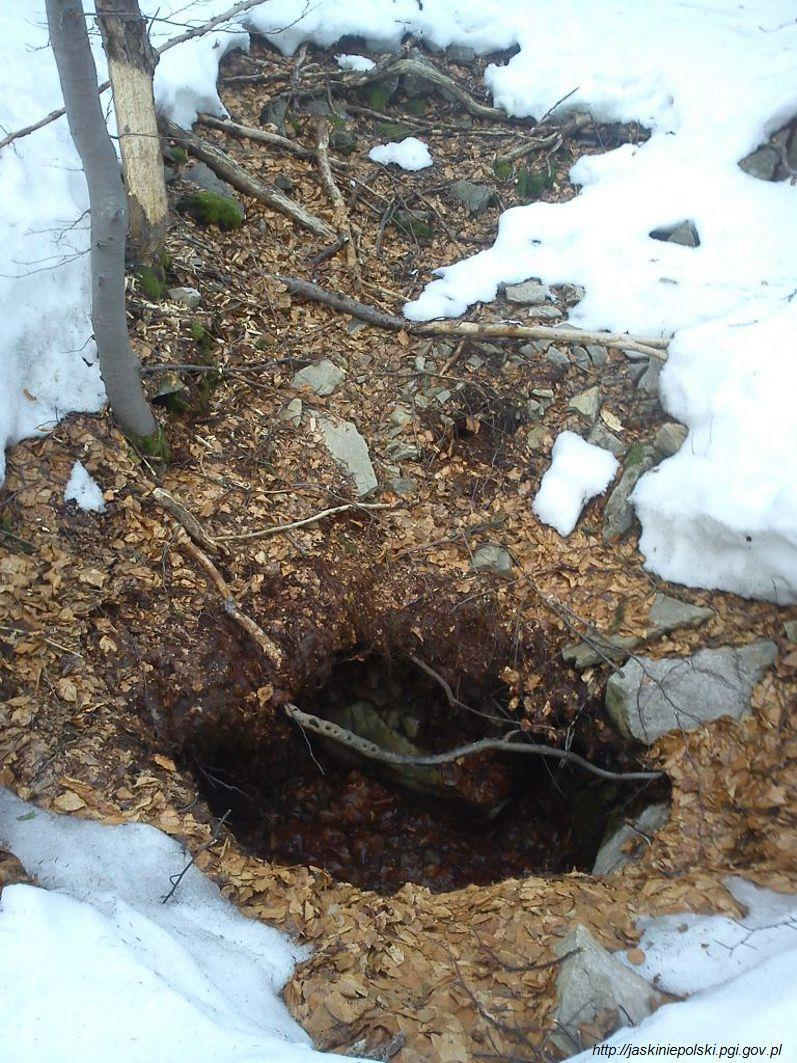
Otwór jaskini

## Opis jaskini
Jaskinia zaczyna się niewielką studzienką wejściową. Odchodzą z niej dwa ciągi: na północ za zaciskiem znajdują się Partie Solowe z dwiema salkami, studzienką i ciasnymi korytarzykami, natomiast na wschód za zaciskiem zaczyna się główny ciąg. Idący w dół, obszerny korytarz prowadzi do niewielkiej Sali Anielki. Tuż przed nią odchodzi w bok korytarz prowadzący do Partii Hatifnatów (niewielki ciąg składający się z kilku szczelinowych korytarzyków). Ciąg główny idzie z Sali Anielki, przez zacisk, do Sali ze Zjeżdżalnią. Tuż przed tą salą odchodzi w bok ciąg prowadzący do Małego BJUSTu (niewielka, podłużna sala, za którą znajduje się kolejna salka – Komórka Naciekowa, gdzie znajduje się jedyny w jaskini ciek wodny).
Z Sali ze Zjeżdżalnią odchodzi kilka niewielkich, bocznych ciągów. Główny ciąg prowadzi na południe ziemistą pochylnią do niskiej Sali V. Stąd odchodzą dwa ciągi:
- na południe, następną pochylnią dochodzi się do szczelinowej sali Dużego BJUSTu, dalej do Sali Mati_ASa.
- na południowy zachód, przez zacisk, idzie korytarz prowadzący do zacisku Wyrwibark (zaraz przed nim odchodzi szczelinowy korytarz, który przez 6,5-metrowy Próg Odkrywców prowadzi do Sali Mati_ASa).

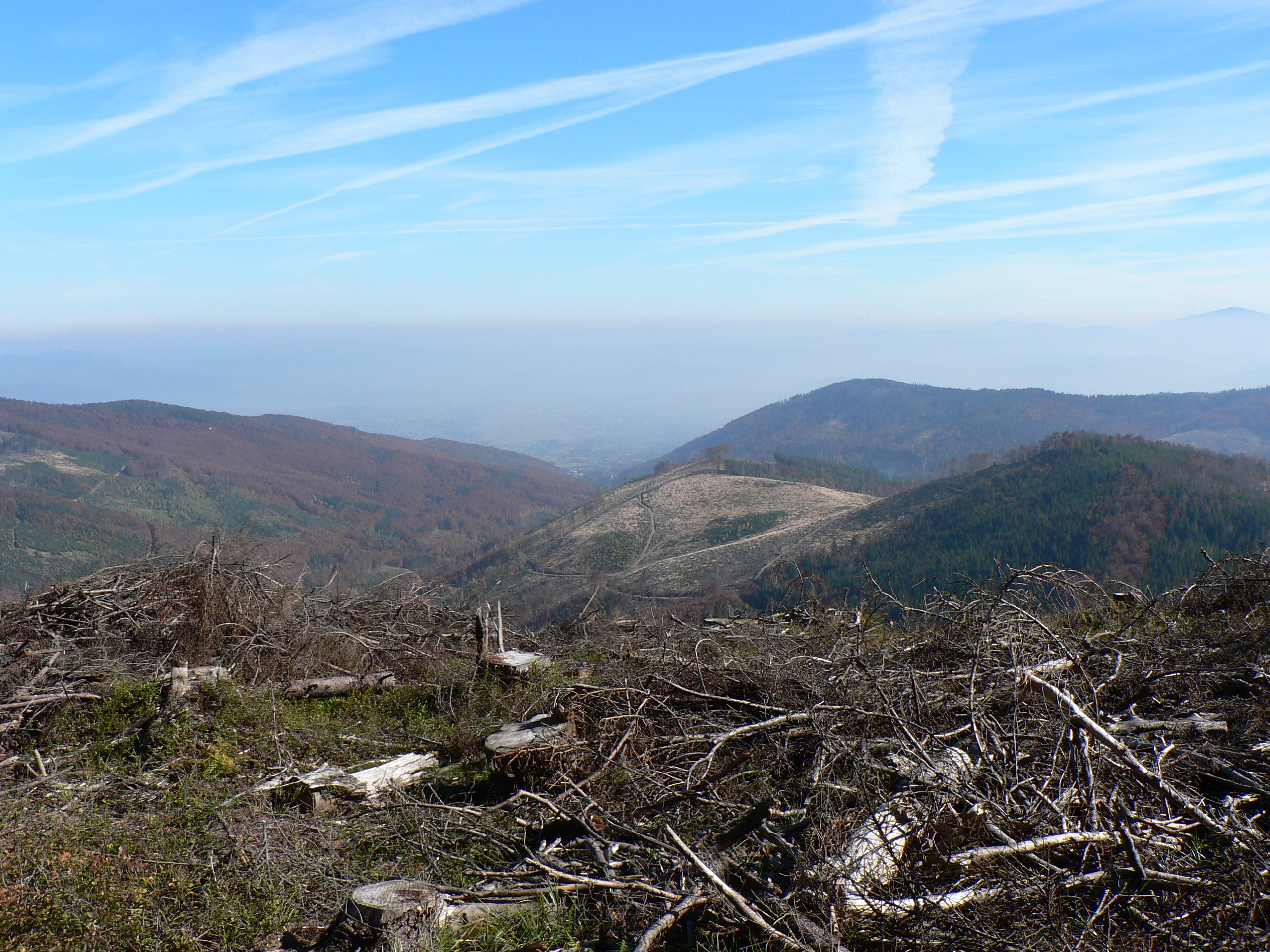
W głębi szczyt Ostre

Za zaciskiem Wyrwibark znajduje się duża Sala Honki. Na północ prowadzi z niej ciasny Czekoladowy Korytarz dochodzący do wejścia do Jaskini Ostrej. Na południe natomiast idzie Korytarz Kwadratowy prowadzący do Pośredniej Sali. Odchodzą tu w bok niewielkie Partie Punkrocka. Główny ciąg idzie z Pośredniej Sali, przez niewielką studzienkę, do Ostatniej Sali. Odchodzi stąd kilka szczelinowych korytarzyków. Jeden z nich nazwany Stare Dno prowadzi do niewielkiej, kończącej się ślepo, Białej Szczeliny, drugi idzie przez Salę z Oknami do wąskiego szczelinowego korytarzyka kończącego się szczeliną nie do przejścia. Jest to najniżej położony punkt jaskini.

## Przyroda
Jaskinia jest typu osuwiskowego. Jej główny ciąg tworzy kilka olbrzymich szczelin. Ściany są wilgotne, brak jest na nich roślinności. Jedyny ciek wodny znajduje się w Komórce Naciekowej.
Stalaktyty można spotkać w Sali Honki i Partiach Punkrocka, natomiast błotne polewy w Sali Honki i Komórce Naciekowej.
Jaskinia jest jednym z największych zimowisk nietoperzy w Beskidach (podkowiec mały, nocek duży i nocek orzęsiony).

## Historia odkryć
Jaskinia Ostra została odkryta w czerwcu 2010 roku. W lipcu tego samego roku R. Klimara, T. Stryczek, K. Borgieł i M. Friendorf doszli do Starego Dna.
W październiku 2010 roku odkryto Jaskinię Rolling Stones. M. Jeziorski i R. Klimara doszli do Progu Odkrywców.
11 grudnia 2010 roku P. Michalski i R. Klimara znaleźli połączenie obu jaskiń.
Jej pierwszy opis (w 2012 roku) sporządził Rafał Klimara, natomiast plan Czesław Szura.